# Horst Ehmke
Horst Paul August Ehmke (Danzica, 4 febbraio 1927 – Bonn, 12 marzo 2017) è stato un politico tedesco del Partito Socialdemocratico (SPD). Ha servito come ministro della giustizia (1969), capo di stato maggiore della cancelleria tedesca e ministro degli affari speciali (1969-1972) e ministro della ricerca e della tecnologia (1972-1974).

## Vita
Ehmke nacque nella Città Libera di Danzica, dove ottenne il suo Abitur. Nel 1944, all'età di 17 anni, Ehmke fu arruolato come membro del Partito nazista, sebbene quando questo divenne di dominio pubblico nel 2007 come parte di un'indagine mediatica sugli archivi nazisti, dichiarò che non aveva fatto domanda e che prima non era a conoscenza dell'iscrizione. A seguito dell'espulsione dei tedeschi dopo la seconda guerra mondiale, arrivò come rifugiato nella Germania occidentale. Studiò giurisprudenza ed economia a Gottinga e scienze politiche e storia alla Princeton University (USA) dal 1949 al 1950. Nel 1952 fu promosso come dottorando in giurisprudenza e nel 1956 superò gli esami finali. In questi anni fu l'assistente di Adolf Arndt, membro del Bundestag e del SPD.
Dal 1956 al 1960, Ehmke fu membro della Ford Foundation di Colonia e di Berkeley. Dopo aver ottenuto l'abilitazione all'insegnamento nel 1960, divenne professore di diritto pubblico all'Università di Friburgo, dove divenne decano. Dal 1963 in poi, Ehmke fu professore ordinario e ricoprì la cattedra di giurisprudenza in questa università. Dal 1974 divenne un avvocato abilitato.
Ehmke era sposato e ha avuto tre figli.

## Carriera politica

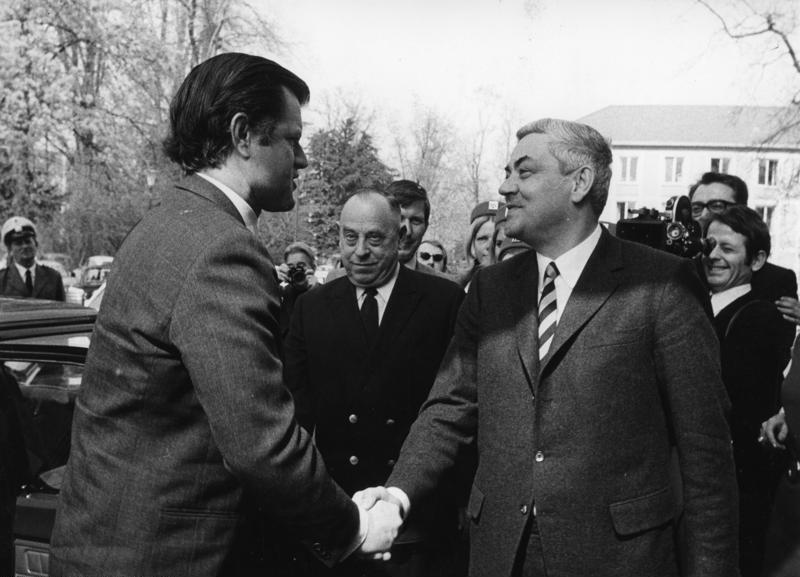
Il capo di stato maggiore Horst Ehmke saluta il senatore Ted Kennedy a Bonn, aprile 1971

Dal 1947, Ehmke è stato membro della SPD, di cui è stato membro del comitato esecutivo dal 1973 al 1991. È stato membro del Bundestag dal 1969 al 1994 per lo stato del Renania Settentrionale-Vestfalia. Qui, è stato vice capogruppo della fazione SPD dal 1977 al 1990.
Ehmke fu ministro della giustizia da marzo a ottobre 1969 prima di diventare capo di stato maggiore della cancelleria tedesca dal 1969 al 1972 sotto il cancelliere Willy Brandt, e contemporaneamente ministro federale degli affari speciali. Dopo le elezioni federali della Germania occidentale del 1972, è diventato ministro federale della ricerca, della tecnologia e delle poste, fino a quando nel maggio 1974 fu sostituito da Hans Matthöfer. Ehmke è morto il 12 marzo 2017 all'età di 90 anni.

## Pubblicazioni
- Grenzen der Verfassungsänderung, 1953
- Politik der praktischen Vernunft - Aufsätze und Referate, 1969
- Politik als Herausforderung. Reden - Vorträge - Aufsätze 1968–1974 , 1974
- Politik als Herausforderung. Reden - Vorträge - Aufsätze 1975–1979 , 1979
- Beiträge zur Verfassungstheorie und Verfassungspolitik, 1981
- Mittendrin - Von der Großen Koalition zur Deutschen Einheit, 1994

Dopo essere andato in pensione, Ehmke ha anche scritto storie poliziesche che ruotano attorno alla politica:
- Global Players: Kriminalroman, 1998
- Der Euro-Coup, 1999
- Himmelsfackeln, 2001
- Privatsache, 2003
- Im Schatten der Gewalt, 2006